# Homer Veliký
Homer Veliký (v anglickém originále Homer the Great) je 12. díl 6. řady (celkem 115.) amerického animovaného seriálu Simpsonovi. Scénář napsal John Swartzwelder a díl režíroval Jim Reardon. V USA měl premiéru dne 8. ledna 1995 na stanici Fox Broadcasting Company a v Česku byl poprvé vysílán 7. ledna 1997 na stanici ČT1.

## Děj
Když si Homer všimne, že jeho spolupracovníci Lenny a Carl mají ve Springfieldské jaderné elektrárně zvláštní privilegia, dozví se, že jsou součástí starobylého, tajného spolku Kameníků. Aby se k nim někdo mohl přidat, musí být buď synem Kameníka nebo zachránit život Kameníkovi. Při vychvalování tajného spolku u stolu Homer zjistí, že jeho otec je členem spolku, a tak je do něj přijat. 
Po zasvěcení si Homer velmi užívá tajných výsad spolku. Během slavnostní večeře se svými kolegy Kameníky nevědomky zničí jejich posvátný pergamen. Je zbaven kamenického roucha a odsouzen k tomu, aby šel domů nahý. Než odejde, Kameníci si všimnou, že má Homer mateřské znaménko ve tvaru jejich znaku, což znamená, že je Vyvolený, který je dovede k velikosti. 
Homer je korunován novým vůdcem Kameníků. Brzy se však cítí izolován, když se k němu ostatní členové chovají jinak, protože je jejich vůdcem. Když Homer požádá Lízu o radu, navrhne mu, aby Kameníci vykonávali dobrovolnickou práci pro komunitu. Kameníkům se nelíbí, že jsou nuceni pomáhat ostatním lidem, a založí nový, Prastarý mystický spolek, a to bez Homera. 
Homer si zoufá, že přišel o svůj tajný klub. Marge ho utěšuje tím, že je členem velmi vybraného klubu: rodiny Simpsonových. Aby Homera zasvětili, Bart a Líza ho praští do zadku.

## Produkce
Ačkoli scénář k dílu napsal John Swartzwelder, příběh navrhl výkonný producent David Mirkin. Mirkin neměl na napsání epizody dostatek času a požádal o to Swartzweldera. Mirkina nápad dostal, když jel brzy ráno domů z přepisování dílu a poslouchal náboženskou rozhlasovou stanici, kde se mluvilo o svobodném zednářství. Mirkin se rozhodl, že by to byl skvělý díl, kde by mnoho lidí ve Springfieldu bylo členy zednářského spolku a Homer by zůstal stranou a cítil by se zanedbávaný.
Píseň „We Do“ nebyla zahrnuta v původním scénáři a navrhl ji Matt Groening. Napsali ji scenáristé, kteří do ní přihodili „tolik věcí, které je štvaly, kolik jen mohli“. Colin Jacobson ji v DVD Movie Guide označil za „jedno z nejlepších hudebních čísel seriálu“ a později byla zařazena do klipového dílu Všichni zpívají a tančí.
V epizodě hostuje Patrick Stewart v roli Čísla jedna. Stewart řekl: „Myslím, že moje vystoupení v Simpsonových a vystoupení, které jsem udělal v Sezamové ulici, byly možná dva nejvýraznější kousky, které jsem v USA udělal.“. Mirkin uvedl, že Patrick Stewart dosáhl „jednoho z nejlepších hostujících výkonů“, protože „byl tak oddaný postavě“.

## Kulturní odkazy
Termín Kameníci a symbol organizace jsou odkazem na svobodné zednářství. Kameníci vlastní Archu úmluvy, a když v ní spálí Homerovo spodní prádlo, utečou z ní duchové, což je odkaz na film Dobyvatelé ztracené archy. Když je korunován Vyvoleným, Homer, oblečený v nádherných šatech, vstoupí skrz některé závěsy, což je odkaz na film Poslední císař z roku 1987.

## Přijetí
V původním vysílání skončil díl v týdnu od 2. do 8. ledna 1995 na 1. místě ve sledovanosti. Epizoda byla v tom týdnu nejsledovanějším pořadem na stanici Fox.
Od svého odvysílání epizoda získala všeobecné uznání televizních kritiků a je často uváděna jako jeden z nejlepších dílů seriálu. 
Autoři knihy I Can't Believe It's a Bigger and Better Updated Unofficial Simpsons Guide, Warren Martyn a Adrian Wood, díl označili za „brilantní trhlinu na téma svobodného zednářství se všemi tajnými znameními, jednohubkami, rituály a neobvyklými pravidly členství. Přidejte k tomu úžasný hlas Patricka Stewarta a máte jeden z nejlepších dílů seriálu.“
Adam Finley z TV Squad uvedl, že epizoda „skvěle satirizuje svobodné zednáře“.
Colin Jacobson z DVD Movie Guide v recenzi 6. řady na DVD uvedl: „Seriál je velmi zajímavý. Myslím, že se to postupem času trochu rozmělňuje; nejlepší momenty ukazují vliv Kameníků a ke konci se epizoda trochu vleče. Přesto stále nabízí solidní dílo.“.
Patrick Enwright z MSNBC uvedl Homera Velikého jako svou třetí nejoblíbenější epizodu se slovy: „Jako celek je téměř nepřekonatelná.“.
Dave Petruska z Tucson Citizen uvedl díl jako svou oblíbenou epizodu, „protože je to tak skvělá satira na bratrské organizace a kvůli vtipné hostující roli Patricka Stewarta v roli Čísla jedna“. V roce 2010 Michael Moran z The Times zařadil epizodu na páté místo nejlepších dílů v historii seriálu. 
Nathan Ditum z Total Film ohodnotil Stewartův výkon jako deváté nejlepší hostování v historii pořadu.
John Swartzwelder a Alf Clausen byli za píseň „We Do“ nominováni na cenu Primetime Emmy za vynikající hudbu a texty písní.